# Segesta (Ligúria)
Segesta va ser una ciutat de Ligúria esmenta per Plini el Vell quan descriu la costa d'aquell país entre Genua (Gènova) i el riu Macra.
Plini l'anomena Segesta Tigulliorum, probablement per ser la ciutat dels tigul·lis (tigulli), una tribu que menciona just abans. És probable que una ciutat anomenada Tegulata que mencionen els Itineraris, sigui aquesta Segesta. És identificada amb la moderna Sestri Levante a uns 40 km de Gènova, però les restes antigues es troben al llogaret de Tregoso a uns 3 km.